# UCI-BMX-Racing-Weltcup 2000
Beim UCI-BMX-Racing-Weltcup 2000 wurden durch die Union Cycliste Internationale die Weltcupsieger im BMX-Rennsport ermittelt.

## Ablauf
Im Gegensatz zu den Vorjahren wurde der Weltcup in nur einem Lauf ausgetragen, der in South Park in Pennsylvania stattfand. Es sind nur die Sieger dieser Läufe bei den Männern und Frauen übermittelt:
- Männer:  Mario Andrés Soto
- Frauen:  Natarsha Williams

Es ist nicht bekannt, an welchem Datum dieses Rennen stattfand. Ebenso ist unbekannt, ob es wie in den Vorjahren ein Junioren-Klassement gab. Das Rennen in South Park sollte für drei Jahre das letzte dieser Art sein, erst 2003 wurde mit dem „Supercross“ wieder eine vergleichbare Veranstaltung auf die Reihe gestellt.